# Alois Moosmüller
Alois Moosmüller (* 1952) ist ein deutscher Kommunikationswissenschaftler, Ethnologe und ehemaliger Hochschullehrer.

## Leben
Moosmüller studierte von 1972 bis 1976 an der Hochschule München Sozialpädagogik. Im Anschluss war er bis 1979 als Sozialpädagoge tätig. 1979/1980 war er zu Auslandsaufenthalten in den USA und Südostasien. Danach absolvierte er ein Studium der Ethnologie an der LMU München und schloss dieses mit dem Magister ab. In den Jahren 1982 und 1987 unternahm er mehrmonatige Feldforschungsaufenthalte in Indonesien. Von 1986 bis 1988 war er Promotionsstipendiat der Studienstiftung des deutschen Volkes. 1989 promovierte er in Ethnologie an der LMU München. Von 1988 bis 1992 nahm er Lehraufträge in Ethnologie und Interkulturelle Kommunikation an der LMU, an der Universität Leiden und an der Universität Fribourg wahr. In den Jahren 1992 bis 1997 war Moosmüller als Dozent für Interkulturelle Kommunikation an der Keiō-Universität tätig und wirkte bei der Forschung in amerikanischen und deutschen multinationalen Unternehmen in Japan zu Fragen der interkulturellen Zusammenarbeit mit. 1996 habilitierte er in Ethnologie und Interkultureller Kommunikation an der Universität Fribourg. Von 1997 bis zu seiner Emeritierung war er Professor für Interkulturelle Kommunikation an der Ludwig-Maximilians-Universität München.

## Schriften (Auswahl)
- Die Pesantren auf Java. Zur Geschichte der islamischen Zentren und ihrer gegenwärtigen gesellschaftlichen und kulturellen Bedeutung (Zugl.: München, Univ., Diss., 1989), Lang, Frankfurt am Main u. a. 1989, ISBN 978-3-631-42120-8.
- Kulturen in Interaktion. Deutsche und US-amerikanische Firmenentsandte in Japan (Zugl.: Fribourg, Univ., Habil.-Schr., 1996), Waxmann, Münster u. a 1997, ISBN 978-3-89325-583-2.